# Баварето (Мачерата)
Баварето (итал. Bavareto) насеље је у Италији у округу Мачерата, региону Марке.
Према процени из 2011. у насељу је живело 52 становника. Насеље се налази на надморској висини од 598 м.